# 子供の科学
『子供の科学』（こどものかがく）は、誠文堂新光社が出版している日本の雑誌（子供向け科学雑誌）である。通常毎月10日発売。略称は「子科」（「こか」と読む。近年は「KoKa」との表記も見られる）。
戦前から子供向けの解説に特化している。
1924年（大正13年）に創刊して以降、日本で刊行が続く科学雑誌としては最古である。

## 略歴・概要

### 戦前

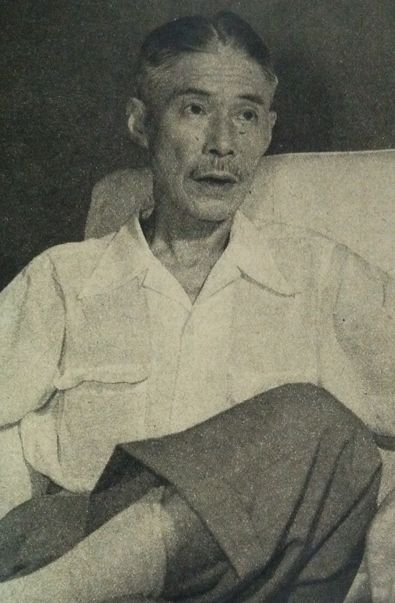
原田三夫（1953年）

1924年（大正13年）に創刊。中山泰昌の働きかけにより原田三夫によって創刊された。第二次世界大戦以前より続く歴史もあり、その時代の科学や技術などを紹介した。
戦前は日本国内のみならず、台湾、朝鮮半島、満州、南樺太等、当時、日本の主権の及んでいた地域でも購読されていた。
「子供の科学」と銘打ちながらも、創刊当初から男性・少年をターゲットとした誌面作りとなっていた。誌面の過半数は読み物で構成されていたが、1926年（大正15年）に高等小学校で必修科目となった手工科に合わせ、科学的思考を養うための教育玩具を作成する工作記事も主要なコンテンツとなっていた。
発刊当初は科学に重点を置いた記事が掲載されていたが、徐々に戦時色が強まるにつれ兵器関係の記事が増え、海外との科学力の優劣比較などのナショナリスティックな記事も増えていった。1930年代後半に学校教育に模型飛行機制作（模型航空教育）が取り入れられると同時期に、文部省の後援を得て模型製作品展覧会を主催するなど、翼賛メディアとして活動した。1940年10月に『子供の科学』は『学生の科学』へと誌名変更し、旧『子供の科学』の兄弟誌で、より低学年向けの『小学生の科学』が『子供の科学』へと改称した。
戦中は戦車や飛行機などの戦争に関係あるものを扱って発行を続けた。戦局の悪化と共に紙質が低下し、カラー頁が減り、頁数も減り、1940年2月号より予約申込分のみ配本となり、戦後も1955年前後（昭和20年代末）までこの状態が続いた。
執筆者は当時の科学界、産業界の第一線で活躍していた人物たちで、新発見や当時の天文現象や新技術をわかり易く解説していた。また、諸外国の新兵器の解説記事は現役の軍人が執筆する場合もあった。また、当時の少年向け科学誌の多分に漏れず、少年向けの科学小説が連載されていた。
巻末には当時の工作少年達の製作意欲をくすぐる工作記事が連載されており、折込図面が綴じ込まれていた。また、附録がつく場合もあった。工作記事は手軽な模型飛行機の作り方から、当時、高嶺の花だった天体望遠鏡、真空管式ラジオ、カメラ（ピンホールカメラ）、幻灯器（一種のスライド映写機）や当時の時代背景を反映した軍艦模型や戦闘機模型、そして定番の鉄道模型の制作記事が連載されていた。
他に少年技師ハンドブックが出版されていた。

### 戦後
戦後の雑誌創刊ブームを経て、類似する子供向け科学雑誌が休刊になる中、混乱期を経て高度経済成長期を迎える。1967年（昭和42年）より二宮康明設計の紙飛行機の折込附録が付く。ケント紙ではないものの切り離してそのまま切り抜いて作ることができる。この折込は2016年（平成28年）まで続いた。
創刊から80年目にあたる2005年（平成17年）3月、千葉県立現代産業科学館で「子供の科学創刊80周年記念展」が開かれた。「工作の時代 -『子供の科学』で大人になった-」が、名古屋のINAXギャラリー名古屋では2007年（平成19年）12月7日 - 2008年2月21日、東京のギャラリー1では、2008年（平成20年）3月5日 - 同年5月24日、大阪のギャラリー大阪では同年6月6日 - 8月22日にそれぞれ開催された。
2020年第54回吉川英治文化賞を受賞。
2024年10月号で、100周年を迎える。

## 現在続けられているコーナー
(2022年9月号現在)
- コカトピ（最新の科学のニュースを紹介する）
- コカプレ！（月替わりのプレゼント企画。最後のページにあるはがきで応募する。）
- 錯覚道（杉原厚吉監修、錯覚の理論や活用方法を紹介する。）
- 世界の不思議な植物
- 世の中の課題を解決する電気のチカラ!（電気に関係するベンチャー企業などを取り上げる）
- 世界を変えた科学と実験（科学での偉人が行った実験を再現、考察する）
- なぜ？なぜ？どうして？（読者から寄せられてくる質問に答えるコーナー）
- 読者の写真コンテスト　こんなの撮れた!（読者から応募されたユニークな写真を紹介）
- ポケデン（伊藤尚末監修、お菓子の箱を使った電子工作のコーナー、電子工作の部品は公式オンラインショップで購入可能）
- 星空エピソード（毎月みられる星を紹介）
- 南極観測隊おしごとREPORT（南極で働く隊員の仕事や生活を紹介）
- はじめようジブン専用パソコン（阿部和広監修、Raspberry Piを使用した「ジブン専用パソコン」の活用方法を連載、「ポケデン」と同じくセットは購入可能）
- "好き"を深める学校を直撃！教えてセンパイ！
- 学校でも塾でも教えてくれない生きる技術（かざまりんぺい監修、防災や生きるために必要なロープワークや火をつける方法を連載）

- ベジフル新聞（野菜についての連載）

- めざせ!マスマジシャン（桜井進監修。世の中の問題を数学で解決する）

- コドモノカガク制作所（月替わりの工作の方法や遊び方を紹介）

- コカネットFUN!

- ぼくの発明 きみの工夫（読者の発明を紹介）

- ビーカーくんがゆく（ビーカーをかたどったキャラクター「ビーカーくん」がいろいろな科学施設などを訪れたり、実験したりする漫画）
- 学校でも塾でも教えてくれない生きる技術
- kokaひろば/すこぶるQuiz（読者から寄せらせる手紙、クイズ（正解するとオリジナル図書カードがもらえる）を掲載）
- まんが ミステリーキャッチャーズ（心霊現象を科学で解明する）

## 放課後探偵
雑誌の最後のページから始まっている漫画。1つのテーマで約1年(12話)描かれ、終わると別のテーマでまた、漫画が始まる。
今までは以下のシリーズが描かれている。
- 放課後探偵(初代)
- 放課後探偵 宇宙編
- 放課後探偵 海洋編
- 放課後探偵 メイカー編
- 放課後探偵 メイカー編2
- 放課後探偵 危険生物編
- 放課後探偵 世界の危険生物編

（放課後探偵の前は「GoGoミルボ!」を連載していた）
（世界の危険生物編のあとは放課後探偵という名称は使われていない）

## 参考資料
- 『子供の科学〈1924‐1943〉』（復刻ダイジェスト版）、1987年5月 ISBN 9784416387306